# Izland a 2002. évi téli olimpiai játékokon
Izland az egyesült államokbeli Salt Lake Cityben megrendezett 2002. évi téli olimpiai játékok egyik részt vevő nemzete volt. Az országot az olimpián 1 sportágban 6 sportoló képviselte, akik érmet nem szereztek.

## Alpesisí
Férfi
| Versenyző             | Versenyszám      | 1. futam      | 1. futam      | 2. futam      | 2. futam      | Összesítés | Összesítés |
| Versenyző             | Versenyszám      | Idő           | Hely.         | Idő           | Hely.         | Idő        | Helyezés   |
| --------------------- | ---------------- | ------------- | ------------- | ------------- | ------------- | ---------- | ---------- |
| Björgvin Björgvinsson | Műlesiklás       | nem ért célba | nem ért célba | kiesett       | kiesett       | kiesett    | kiesett    |
| Björgvin Björgvinsson | Óriás-műlesiklás | 1:15,86       | 41.           | nem ért célba | nem ért célba | kiesett    | kiesett    |
| Kristinn Björnsson    | Műlesiklás       | 53,05         | 30.           | 56,76         | 22.           | 1:49,81    | 21.        |
| Jóhann Haraldsson     | Műlesiklás       | 56,98         | 42.           | 1:00,19       | 27.           | 1:57,17    | 28.        |
| Jóhann Haraldsson     | Óriás-műlesiklás | 1:19,10       | 56.           | nem ért célba | nem ért célba | kiesett    | kiesett    |
| Kristinn Magnússon    | Műlesiklás       | nem ért célba | nem ért célba | kiesett       | kiesett       | kiesett    | kiesett    |
| Kristinn Magnússon    | Óriás-műlesiklás | 1:17,50       | 49.           | 1:16,29       | 41.           | 2:33,79    | 42.        |

Női
| Versenyző                   | Versenyszám            | 1. futam | 1. futam | 2. futam   | 2. futam   | Összesítés    | Összesítés    |
| Versenyző                   | Versenyszám            | Idő      | Hely.    | Idő        | Hely.      | Idő           | Helyezés      |
| --------------------------- | ---------------------- | -------- | -------- | ---------- | ---------- | ------------- | ------------- |
| Emma Furuvik                | Műlesiklás             | 1:00,39  | 43.      | 1:01,53    | 32.        | 2:01,92       | 33.           |
| Dagný Linda Kristjánsdóttir | Lesiklás               |          |          |            |            | 1:44,72       | 31.           |
| Dagný Linda Kristjánsdóttir | Óriás-műlesiklás       | 1:33,07  | 54.      | nem indult | nem indult | kiesett       | kiesett       |
| Dagný Linda Kristjánsdóttir | Szuperóriás-műlesiklás |          |          |            |            | nem ért célba | nem ért célba |

| Versenyző                   | Versenyszám | Műlesiklás | Műlesiklás | Műlesiklás | Műlesiklás | Műlesiklás | Műlesiklás | Lesiklás      | Lesiklás      | Összesítés | Összesítés |
| Versenyző                   | Versenyszám | 1. futam   | 1. futam   | 2. futam   | 2. futam   | Össz.      | Össz.      | Lesiklás      | Lesiklás      | Összesítés | Összesítés |
| Versenyző                   | Versenyszám | Idő        | Hely.      | Idő        | Hely.      | Idő        | Hely.      | Idő           | Hely.         | Idő        | Helyezés   |
| --------------------------- | ----------- | ---------- | ---------- | ---------- | ---------- | ---------- | ---------- | ------------- | ------------- | ---------- | ---------- |
| Dagný Linda Kristjánsdóttir | Összetett   | 50,24      | 24.        | 47,92      | 25.        | 1:38,16    | 24.        | nem ért célba | nem ért célba | kiesett    | kiesett    |